# World Team Challenge 2003
World Team Challenge 2003 var den andra upplagan av skidskyttetävlingen som ägde rum i mellandagarna inne på och strax utanför fotbollsarenan Arena AufSchalke i Gelsenkirchen, Tyskland.
Totalt kom 12 lag till start med 24 tävlande från sex olika europeiska länder. Tyskland, som arrangör av tävlingen, hade tio deltagare med, Frankrike och Norge hade fyra deltagare var.
Tävlingen vanns av det norska paret Gunn Margit Andreassen/Ole Einar Bjørndalen som var 29,3 sekunder före det tyska paret Katja Beer/Michael Greis. Trea kom det tyska paret Kati Wilhelm/Ricco Gross som var 35,4 sekunder efter.

## Startfält
| Lag | Namn                                            | Land      |
| --- | ----------------------------------------------- | --------- |
| 1   | Katja Beer och Michael Greis                    | Tyskland  |
| 2   | Kati Wilhelm och Ricco Gross                    | Tyskland  |
| 3   | Katrin Apel och Peter Sendel                    | Tyskland  |
| 4   | Sabrina Buchholz och Frank Luck                 | Tyskland  |
| 5   | Uschi Disl och Andreas Birnbacher               | Tyskland  |
| 6   | Linda Tjørnhom och Halvard Hanevold             | Norge     |
| 7   | Gunn Margit Andreassen och Ole Einar Bjørndalen | Norge     |
| 8   | Corinne Niogret och Vincent Defrasne            | Frankrike |
| 9   | Sandrine Bailly och Raphael Poirée              | Frankrike |
| 10  | Olga Zajtseva och Pavel Rostovtsev              | Ryssland  |
| 11  | Katerina Holubcova och Tomáš Holubec            | Tjeckien  |
| 12  | Eija Salonen och Paavo Puurunen                 | Finland   |

## Kvalloppet
| Nr | Namn                                          | Land | Tid     |
| -- | --------------------------------------------- | ---- | ------- |
| 1  | Gunn Margit Andreassen & Ole Einar Bjørndalen | NOR  | 10.19,7 |
| 2  | Sabrina Buchholz & Frank Luck                 | GER  | +10,4   |
| 3  | Kati Wilhelm & Ricco Gross                    | GER  | +29,8   |
| 4  | Uschi Disl & Andreas Birnbacher               | GER  | +33,0   |
| 5  | Katja Beer & Michael Greis                    | GER  | +35,3   |
| 6  | Sandrine Bailly & Raphael Poirée              | FRA  | +40,7   |
| 7  | Linda Tjørnhom & Halvard Hanevold             | NOR  | +42,9   |
| 8  | Olga Zajtseva & Pavel Rostovtsev              | RUS  | +47,4   |
| 9  | Katerina Holubcova & Tomáš Holubec            | CZE  | +56,1   |
| 10 | Corinne Niogret & Vincent Defrasne            | FRA  | +59,3   |
| 11 | Eija Salonen & Paavo Puurunen                 | FIN  | +1.09,3 |
| 12 | Katrin Apel & Peter Sendel                    | GER  | +1.42,1 |

## Slutresultat
| Nr | Namn                                          | Land | Tid     |
| -- | --------------------------------------------- | ---- | ------- |
| 1  | Gunn Margit Andreassen & Ole Einar Bjørndalen | NOR  | 50.31,0 |
| 2  | Katja Beer & Michael Greis                    | GER  | +29,3   |
| 3  | Kati Wilhelm & Ricco Gross                    | GER  | +35,4   |
| 4  | Katrin Apel & Peter Sendel                    | GER  | +56,8   |
| 5  | Olga Zajtseva & Pavel Rostovtsev              | RUS  | +1.06,3 |
| 6  | Linda Tjørnhom & Halvard Hanevold             | NOR  | +1.10,8 |
| 7  | Corinne Niogret & Vincent Defrasne            | FRA  | +1.17,5 |
| 8  | Sabrina Buchholz & Frank Luck                 | GER  | +1.23,0 |
| 9  | Katerina Holubcova & Tomáš Holubec            | CZE  | +1.36,8 |
| 10 | Uschi Disl & Andreas Birnbacher               | GER  | +1.46,3 |
| 11 | Eija Salonen & Paavo Puurunen                 | FIN  | +2.04,1 |
| 12 | Sandrine Bailly & Raphael Poirée              | FRA  | +2.07,4 |